# レラカムイLIVE!
レラカムイLIVE!（レラカムイ・ライブ）は、テレビ北海道のプロバスケットボール・レラカムイ北海道の中継番組である。

## 概略
2007年より日本バスケットボールリーグ（JBL）に参戦したレラカムイの日曜日のホームゲームを生中継で送る。
最初の中継は2008年2月10日のアイシン戦で、これがバスケットボールの試合としては道内地上波局で初の生中継となった。
2008-09シーズンは2008年12月21日の三菱電機戦、2009年1月18日の東芝戦、2月1日のリンク栃木戦の3試合で実施。12月21日は始球式を務めた北海道日本ハムファイターズの稲葉篤紀がゲストに加わった。
2009-10シーズンは3試合の中継が決定したが、レラカムイの成績不振及び編成上の都合もあり生中継は10月4日のパナソニック戦1試合にとどまり、2度目の中継となる1月17日のリンク栃木戦は19日の深夜録画、3度目となるトヨタ戦は中継自体が中止となった。
2010-11シーズンは中継なし。レバンガに変わってからもJBL→NBL時代は中継実績はなかったが、B.LEAGUE発足後は適宜中継。
地上デジタル放送ではピラーボックスでの放送となり、サイドバーに「JBL」ロゴと「JAPAN BASKETBALL LEAGUE」の表示がされていたが、2009-10シーズンは通常サイズになった。

## 解説
- 永野進（東海大四高校バスケットボール部前監督、現バスケットボールカレッジ札幌校講師）

## 実況
- 大藤晋司（TVhアナウンサー）

キー局であるテレビ東京からアナウンサーを派遣する場合もある。